# St-Pierre-St-Paul (Saint-Pierre-lès-Nemours)

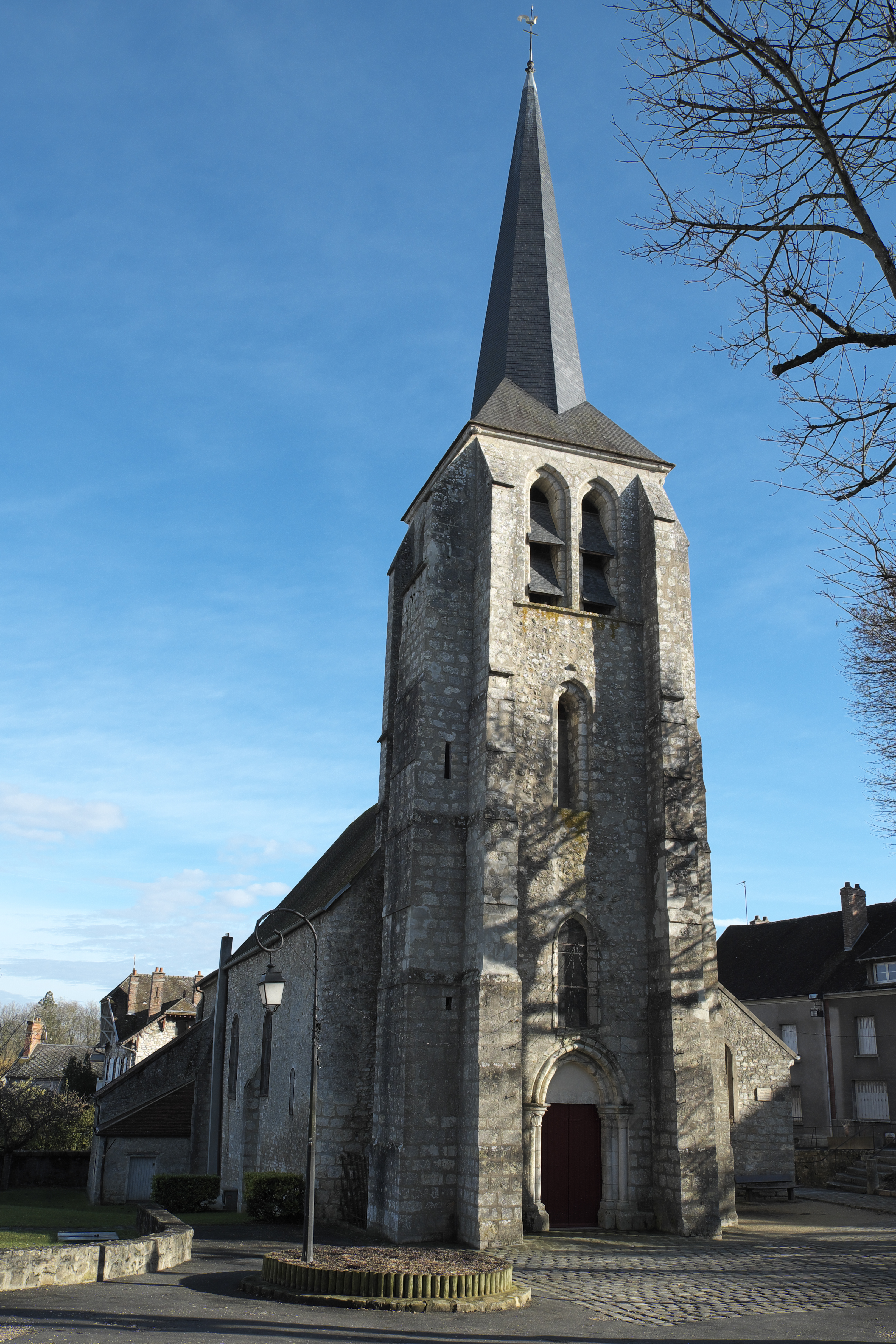
Pfarrkirche Saint-Pierre-Saint-Paul

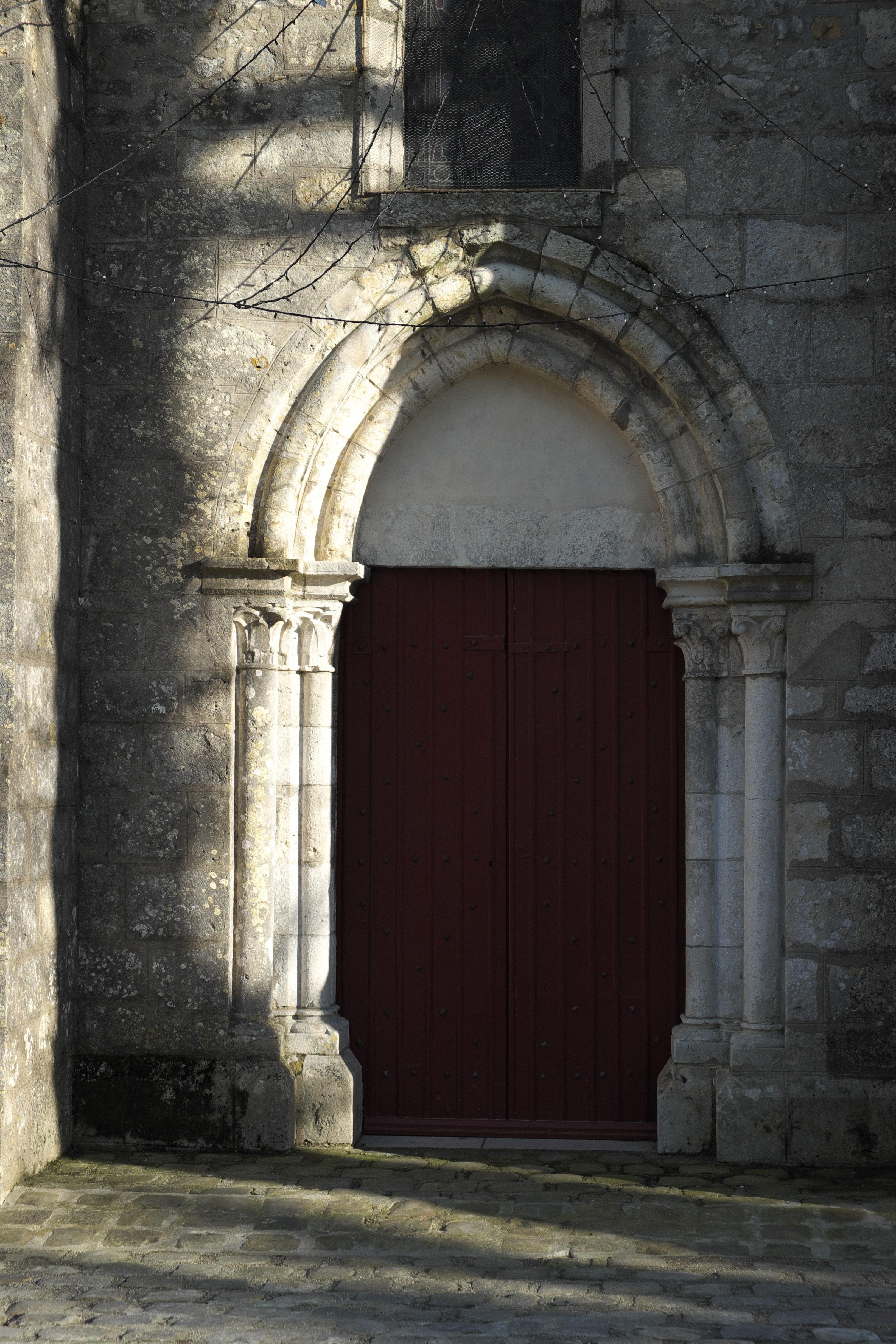
Portal

Die katholische Pfarrkirche Saint-Pierre-Saint-Paul in Saint-Pierre-lès-Nemours, einer Nachbargemeinde von Nemours im Département Seine-et-Marne in der französischen Region Île-de-France, wurde ab dem 12. Jahrhundert in mehreren Bauphasen errichtet. Vorgängerbauten gab es seit dem 10. Jahrhundert oder früher. 1926 wurde die den Aposteln Petrus und Paulus geweihte Kirche als Monument historique in die Liste der Baudenkmäler in Frankreich aufgenommen.

## Architektur
An der Westfassade erhebt sich der zweigeschossige, quadratische Glockenturm. Er wird an den Ecken von je zwei Strebepfeilern verstärkt und von einem schiefergedeckten Spitzhelm bekrönt. Das obere Geschoss ist von rundbogigen Klangarkaden durchbrochen. Nach einem Sturm wurde der Turm im 18. Jahrhundert erneuert. Das leicht zugespitzte Portal stammt aus dem 13. Jahrhundert. Es wird von Rundstäben gerahmt, die auf Säulen aufliegen, die mit Blattkapitellen verziert sind.
Das Langhaus besteht aus einem Haupt- und einem südlichen Seitenschiff. Dern Höhenunterschied ist geringer, als Außenwände und Dach vermuten lassen, die Kirche also eine Hallenkirche. Der Innenraum wurde Ende des 19. Jahrhunderts renoviert. Der Chor wurde im 14. Jahrhundert errichtet.

## Bleiglasfenster
Die Kirche besitzt Bleiglasfenster aus dem 19. Jahrhundert. Auf einem Fenster wird die Wallfahrtskirche von Lourdes dargestellt, ein anderes Fenster stellt Jesus als Guten Hirten dar.

## Ausstattung

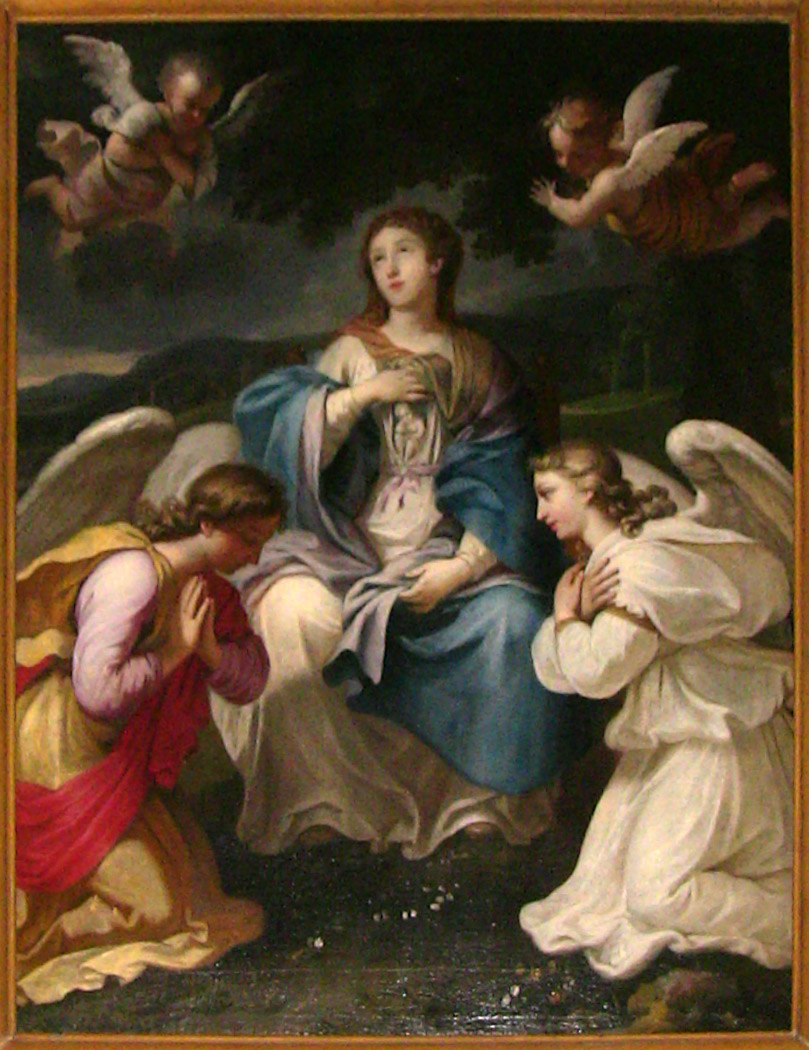
Maria mit Jesuskind im Leib

- Die Kanzel, deren Korpus aus Stuck und deren Aufgang und Schalldeckel aus Holz gearbeitet sind, wurde um 1850 geschaffen und noch vor der Umgestaltung der Kirche eingebaut. Am Kanzelkorb sind die vier Evangelisten mit ihren Symbolen dargestellt.
- Der Altar aus Stein und Stuck im romanisch-byzantinischen Stil stammt aus dem Jahr 1890. Er ist mit Reliefs verziert, die Szenen aus dem Leben des Apostels Petrus wiedergeben.
- Die Kirche besitzt ein Gemälde von Daniel Hallé, das um 1660 datiert wird. Es stellt Maria dar, die von Engeln umgeben ist und das Jesuskind in ihrem Leib trägt[1].